# Volejbal Přerov
Maillots
Volejbalový klub Přerov est un club tchèque de volley-ball fondé en 1998 et basé à Přerov, évoluant pour la saison 2019-2020 en UNIQA Extraliga žen.

## Historique des logos

Logo de l'PVK de 2001 à 2014
Logo depuis 2014

## Effectifs

### Saison 2020-2021
| No                         | Nom                        | Date de naissance          | Taille                         | Poids                          | Poste                          |
| -------------------------- | -------------------------- | -------------------------- | ------------------------------ | ------------------------------ | ------------------------------ |
| 1                          | Anna Přibylová             | 21 avril 1998              | 182                            | 67                             | Passeuse                       |
| 3                          | Lucie Zatloukalová         | 11 août 1997               | 181                            |                                | Passeuse                       |
| 4                          | Adriana Kulová             | 16 juillet 2001            | 168                            |                                | Libero                         |
| 5                          | Tereza Diatková            | 13 avril 1997              | 182                            | 64                             | Attaquante                     |
| 8                          | Barbora Šádková            | 28 août 1998               | 171                            |                                | Réceptionneuse-attaquante      |
| 10                         | Aneta Köhlerová            | 29 décembre 2001           | 183                            |                                | Attaquante                     |
| 11                         | Veronika Boudová           | 11 novembre 1998           | 181                            | 73                             | Centrale                       |
| 12                         | Šárka Semerádová           | 21 septembre 1999          | 176                            |                                | Réceptionneuse-attaquante      |
| 13                         | Markéta Plešingrová        | 27 mars 1998               | 180                            |                                | Réceptionneuse-attaquante      |
| 15                         | Silvie Pavlová             | 20 mai 1997                | 178                            |                                | Centrale                       |
| 16                         | Lucie Polášková            | 23 novembre 1992           | 176                            | 60                             | Réceptionneuse-attaquante      |
| 18                         | Sandra Kotlabová           | 31 juillet 1992            | 182                            |                                | Attaquante                     |
|                            |                            |                            |                                |                                |                                |
| Encadrement technique      | Encadrement technique      |                            | Légende                        | Légende                        | Légende                        |
| Entraîneur : Radim Vlček   | Entraîneur : Radim Vlček   | Entraîneur : Radim Vlček   | : Capitaine                    | : Capitaine                    | : Capitaine                    |
| Entraîneur(s) adjoint(s) : | Entraîneur(s) adjoint(s) : | Entraîneur(s) adjoint(s) : | : Joueuse blessée actuellement | : Joueuse blessée actuellement | : Joueuse blessée actuellement |